# Space Tours – Mission E. V. A.
Space Tours – Mission E. V. A. ist eine österreichische Trash-Science-Fiction-Komödie des Autors und Regisseurs Andreas Auinger aus dem Jahr 2010. Der Film ist eine No-Budget-Produktion, deren künstlerische Grundintention es war, den Science-Fiction-Horror-Film Plan 9 from Outer Space des US-Regisseurs Ed Wood als schlechtesten Film aller Zeiten abzulösen.

## Handlung
Der Reisekonzern Tuilet Touristik schickt das Raumschiff V. E. S. S. YUZNA auf eine intergalaktische Forschungsmission. Die fünfköpfige Crew, bestehend aus dem Piloten Jess Franco, den beiden Offizieren Dyanne Thorne und Ed Wood, dem Prospektfotographen Jean Rollin, sowie dem Supercomputer E. V. A., soll von Planet zu Planet fliegen, um Daten über die jeweiligen Urlaubsziele zu sammeln. Supercomputer E. V. A. soll diese Daten analysieren und zu einer virtuellen Weltraumkreuzfahrt verarbeiten, um so die Gefahren einer realen Weltraumkreuzfahrt zu umgehen.
Das Konkurrenzunternehmen Spektakel Reisen bekommt Wind von dem Plan und entsendet seine beiden besten Mitarbeiter Vincent Price und Roger Corman, um die Mission zu sabotieren und ihr mit Hilfe einer Bombe ein frühzeitiges Ende zu bescheren. Zur Unterstützung lassen sich Price und Corman von Dr. Lloyd Kaufman den zuverlässigen Killercyborg C64 anfertigen. Mit dem Raumschiff BAVA II macht sich das Trio auf den Weg zum Partyplaneten Bonjour Tristesse, um der YUZNA eine Falle zu stellen.
In der Zwischenzeit landet die Crew der YUZNA auf dem Ausflugsplaneten Maledera, um die dort – vom Reiseleiter-Cyborg C. o. m. b. s. – gesammelten Daten zu übernehmen. Beim Überspielen der Daten auf E. V. A.s Festplatte stellt sich heraus, dass bei dem Supercomputer eine grobe Funktionsstörung vorliegt. Die Mannschaft fliegt zum Gefängnisplaneten Fortress um den Konstrukteur des Computers, den dort einsitzenden Kurt Plissken  mit der Reparatur zu betrauen. Dieser schickt Franco und Rollin in E. V. A.’s Matrix, um ein fehlgeleitetes Serviceprogramm namens Page Schmidt neu zu programmieren. Plissken nutzt inzwischen die Gelegenheit, um mit Hilfe seiner Ex-Frau Barbara Steele unbemerkt zu fliehen. Nachdem die Reparatur des Supercomputers erfolgreich abgeschlossen wurde, macht sich die YUZNA auf den Weg zum Partyplaneten Tristesse. Dort haben Price und Corman den dort stationierten Reiseleiter-Cyborg bereits gegen ihren Killercyborg C64 ausgetauscht. Zwar entkommen Franco, Thorne und Rollin mit knapper Not dem Mordanschlag von C64, werden allerdings auf dem Planeten getrennt: Franco und Rollin finden sich in der Gewalt von Testtouristen wieder. Thorne gerät in die Fänge des Riesenaffen Kung-Fu. Außerdem ist ihnen C64 dicht auf den Fersen. Franco und Rollin gelingt die Flucht aus dem Touristencamp. Sie treffen auf Thorne und Kung-Fu, befreien Thorne und schütteln mit Hilfe des Riesenaffen ihren Verfolger C64 ab. So schnell wie möglich kehren sie auf die YUZNA zurück und verlassen den Planeten.
Price und Corman lauern mit der BAVA II der YUZNA auf und feuern eine Bombe auf das Schiff ab.
Im finalen Showdown gelangt die Besatzung der YUZNA auf der Flucht vor der Bombe in eine andere Dimension. Dort entdecken sie den Planeten Shangri-La, der als ultimatives Urlaubsparadies gilt, und beschließen für den Rest ihres Lebens die Ferien dort zu genießen.

## Produktion

### Produktionsbedingungen, Hintergrund
Aus Budgetmangel musste Drehbuchautor, Regisseur und Produzent Andreas Auinger bei der Umsetzung seines auf der Dramaturgie eines Hollywood-Blockbusters fußenden Films auf technische Hilfsmittel wie Kamera- oder Kranfahrten verzichten. Dieses Manko versuchte er durch ein mit zahlreichen Wendungen und Nebensträngen überladenes Drehbuch und eine gehetzte Inszenierung auszugleichen. Vor allem schnelle Schauplatzwechsel und ein rasanter Schnitt sollen den Film, trotz seiner statischen Ausrichtung, sehr bewegt und kurzweilig erscheinen lassen.
Die Rahmenhandlung des Films dient vorrangig dazu, bekannte Hollywood-Blockbuster zu parodieren. Im Film gibt es kaum eine Szene oder einen Dialog, der nicht auf einen bekannten Hollywoodfilm anspielt: Alien, Matrix, Terminator, Star Wars, Star Trek, Planet der Affen, Dune, Die Körperfresser kommen, King Kong, Frankenstein oder Metropolis.
Aber auch Filme aus anderen Genres und Fernsehserien sind vertreten: Patton, Titanic, Lord of the Rings, The Hunt for Red October, An Officer and a Gentleman, Moulin Rouge, Rocky, Batman, Superman, A Nightmare on Elm Street, Friday the 13th, Halloween, Mission: Impossible, Knight Rider, 24, The Simpsons oder The Waltons.
Die Charaktere des Films wurden nach genrebekannten Schauspielern und Regisseuren benannt: So trägt zum Beispiel der an Arnold Schwarzeneggers Terminator angelehnte Reiseleiter-Cyborg den Namen C. o. m. b. s., nach Jeffrey Combs, dem Hauptdarsteller aus der Re-Animator-Serie. Die Raumschiffe YUZNA und BAVA II wiederum sind nach den Regisseuren Brian Yuzna sowie Mario Bava und Lamberto Bava benannt. Ob bei der BAVA II die II auf beide Regisseure hinweist oder nur Marios Sohn Lamberto (Bava, der Zweite) gemeint ist, überlässt der Film der Interpretation des Zuschauers.
Typisch für den Film sind auch Doppel-Deutungen: Wenn zum Beispiel am Ende des Films die Crew der YUZNA in einer anderen Dimension auf das Raumschiff LOST HORIZON trifft, das auf der Suche nach dem ultimativen Urlaubsparadies Shangri-La plötzlich verschwand, kann man das nicht nur als Parodie auf Paul W. S. Andersons Horror-Science-Fiction-Film Event Horizon – Am Rande des Universums verstehen, sondern auch als Hommage an Frank Capras Klassiker In den Fesseln von Shangri-La (Originaltitel: Lost Horizon). Auch zeitgenössische Bezüge auf die österreichische Innenpolitik und bekannte österreichische Postkartenmotive sind im Kontext des Filmes zu entdecken: Zum Beispiel finden sich Anspielungen auf Karl-Heinz Grasser oder Verteidigungsminister Norbert Darabos und Auinger lässt das Grazer Kunsthaus (Spitzname: „Friendly Alien“) als Reklameflugzeug über den Grazer Uhrturm fliegen.

### Produktionsnotizen
Der Film wurde mit einem Budget von null Euro in Graz realisiert und kostete am Ende, nach eigenen Angaben, nur 266,27 Euro. Gedreht wurde in einem ehemaligen Weinkeller. Als die Produktion delogiert wurde, war man gezwungen, ein Jahr lang zu pausieren. Erst als der Produktion ein verlassenes Schulgebäude zur Verfügung stand, konnten die Dreharbeiten beendet werden. Das Jahr Pause kann man im Film vorrangig anhand der Haare von Hauptdarsteller János Mischuretz ausmachen, die sich im Laufe der Handlung von schulterlang auf nackenlang reduzieren.
Die Besetzung des Films stellt einen Querschnitt der reichhaltigen Grazer Off-Theater-Szene dar: János Mischuretz und Ursula Bruck von den Grazbürsten. Rainer Kantz und Eugen Fasching von der Kleinen Komödie. Ulli Emmer und Eva Weutz vom Theater im Keller. Georg Gröchenig vom TTZ Graz. Siegfried Galler vom Grazer Volkstheater. Agnes Julia Redl vom Theater Absolut. August Hammer von den Komödianten St. Leonhard. Außerdem wirken der freischaffende Künstler, Sänger und Schauspieler Gregor Schenker, Solokabarettist Oliver Hochkofler, sowie die Jungschauspieler aus dem Märchentheater Das Podium, Carina Fromm, Patrick Schnalzer und Lubomir Polach mit. Alle Schauspieler arbeiteten ohne Gage. Das Team hinter der Kamera bestand neben Auinger – der neben Drehbuch, Produktion und Regie, auch die Bereiche Ausstattung, Ton, Licht, Kamera, Schnitt und Visual Effects übernahm – aus nur drei Leuten: dem Produktionsleiter Helge G. Suppan und den Studenten Reinhard Koller und Dieter Scheitz, für die der Begriff MFA (Multiple Functional Assistant) eingeführt wurde und die ebenfalls unentgeltlich arbeiteten. In der Nachproduktion unterstützten 3D-Artist Klaus Stangl mit seinen Animationen und Norbert Mehrl, der für das Sounddesign und die Filmmusik verantwortlich zeichnet, die Produktion wiederum unentgeltlich.
Ebenfalls ohne Gage ließen sich österreichische Prominente zu Kurzauftritten überreden: Sänger und Schauspieler Eik Breit; Sportreporter Robert Seeger;  Moderator Markus „Gonzo“ Renger; Schauspieler Wolfgang Pampel; Schauspieler, Regisseur und Moderator Frank Hoffmann; Serienschauspielerin Kristina Sprenger;  Kabarettistin Marion Petric; Ex-Schirennläufer Helmut Höflehner und ORF-Moderator Dominic Heinzl.

## Kritik
Auf der Seite Film.at wurde ausgeführt: „Ein rasanter Trip durch die Film- und Fernsehgeschichte der letzten hundert Jahre – zusammengesetzt aus abertausenden Parodien, Persiflagen und Zitaten.“

## Festivals
- NYIIFF, Los Angeles 2010: Best Feature Film International; Best Comedy, Feature Filmmakers to watcha[7]
- IFQ, Los Angeles 2011: Official Selection[8]
- Oaxaca Filmfest, Oaxaca 2011: Official Selection[9]